# Supersypnoides vicina
Supersypnoides vicina là một loài bướm đêm trong họ Noctuidae.